# Bandelow (Uckerland)
Bandelow ist ein bewohnter Gemeindeteil im Ortsteil Trebenow der amtsfreien Gemeinde Uckerland im Landkreis Uckermark in Brandenburg.

## Geographie
Der Ort liegt drei Kilometer südlich von Trebenow und elf Kilometer nördlich von Prenzlau. Die Nachbarorte sind Bandelow-Siedlung im Norden, Nechlin und Nieden im Nordosten, Malchow im Osten, Göritz und Ausbau im Südosten, Schönwerder im Süden, Steinfurth und Lauenhof im Südwesten, Jagow im Westen sowie Schindelmühle und Karlstein im Nordwesten.